# Liste des épisodes de Shameless
Cette page présente la liste des épisodes de la série télévisée américaine Shameless.

## Première saison (2011)
1. Les Gallagher (Pilot)
2. Frank le branque (Frank the Plank)
3. Trafic de vieilles (Aunt Ginger)
4. Casey Casden (Casey Casden)
5. Les Trois font la paire (Three Boys)
6. Carl la menace (Killer Carl)
7. Viande froide (Frank Gallagher: Loving Husband, Devoted Father)
8. Sobriété (It's Time to Kill the Turtle)
9. Les Indemnités de la discorde (But At Last Came a Knock)
10. Un père et passe (Nana Gallagher Had an Affair)
11. À la recherche du papa perdu (Daddyz Girl)
12. Au nom des pères (Father Frank, Full of Grace)

## Deuxième saison (2012)
Le 28 février 2011, Showtime a renouvelé la série pour une deuxième saison dont la diffusion a débuté le 8 janvier pour se conclure le 1er avril 2012.
1. Voilà l'été (Summertime)
2. Amours de vacances (Summer Loving)
3. Bourreau du cœur (I'll Light a Candle for You Every Day)
4. Une sublime emmerdeuse (A Beautiful Mess)
5. Tel père, tel fils de pute (Father's Day)
6. Le Retour de la vieille (Can I Have a Mother)
7. Le Labo de meth' (A Bottle of Jean Nate)
8. Pas de printemps pour mamie (Parenthood)
9. Monicataclysme (Hurricane Monica)
10. Nettoyage de printemps (A Great Cause)
11. Les Dindons de la farce (Just Like the Pilgrims Intended)
12. Retour à l'anormal (Fiona Interrupted)

## Troisième saison (2013)
Le 1er février, Showtime a renouvelé la série pour une troisième saison dont la diffusion a commencé le 13 janvier et s'est terminée le 7 avril 2013.
1. El Gran Cañon (El Gran Cañon)
2. L'Homme qui murmure à l'oreille des bébés (The American Dream)
3. Débroussaillage (May I Trim Your Hedges ?)
4. Aide-toi et un Gallagher t'aidera (The Helpful Gallaghers)
5. Faut déterrer Tata (The Sins of My Caretaker)
6. Marmaille en pagaille (Cascading Failures)
7. Pas sortis de l'auberge (A Long Way From Home)
8. Gallagher comme à la guerre (Where There's a Will)
9. Hétérophobie (Frank the Plumber)
10. L'Art de retourner son pantalon (Civil Wrongs)
11. Le Jour où les poules eurent des dents (Order Room Service)
12. La Théorie des espèces de con (Survival of the Fittest)

## Quatrième saison (2014)
Le 29 janvier 2013, la série a été renouvelée pour une quatrième saison. Elle a été diffusée du 12 janvier au 6 avril 2014.
1. Les Plaisirs simples de la vie (Simple Pleasures)
2. Il était un foie (My Oldest Daughter)
3. Tel père, telle fille (Like Father, Like Daughter)
4. Recherche clients désespérément (Strangers on a Train)
5. Partie de branlette russe (There's the Rub)
6. La Maison des horreurs (Iron City)
7. Assignée à l'indifférence (A Jailbird, Invalid, Martyr, Cutter, Retard and Parasitic Twin)
8. Famille décomposée (Love Springs Paternal)
9. Bonnie and Carl (The Legend of Bonnie and Carl)
10. Il était un foie à Chicago (Liver, I Hardly Know Her)
11. Emily (Emily)
12. La Petite Prison dans la prairie (Lazarus)

## Cinquième saison (2015)
Le 14 février 2014, John Wells, le producteur exécutif du show, a annoncé que la série a été renouvelée pour une cinquième saison. Elle a été diffusée du 11 janvier au 5 avril 2015.
1. Le Nectar des dieux (Milk of the Gods)
2. Je suis le foie (I'm the Liver)
3. Les Deux Lisa (The Two Lisas)
4. Une Nuit oubliable (A Night to Remem-- Wait, What?)
5. Le Génome familial (Rite of Passage)
6. À la folie (Crazy Love)
7. Dis-moi que tu as besoin de moi, bordel ! (Tell Me You F…king Need Me)
8. Oncle Carl (Uncle Carl)
9. La Défense Gallagher (Carl First's Sentencing)
10. Les Règles du quartier Sud (Southside Rules)
11. Sexe, drogue et œuf sur le plat (Drugs Actually)
12. L'Amour en mode Gallagher (Love Songs (in the Key of Gallagher))

## Sixième saison (2016)
Le 12 janvier 2015, Showtime a annoncé aux TCA 2015 que la série a été renouvelée pour une sixième saison, diffusée depuis le 10 janvier 2016.
1. Nécrophilie (It Only Hurts When I'm Breathing)
2. L'Avortement, c'est maintenant (#AbortionRules)
3. La Chanson qui tue (The F Word)
4. Adjugé, perdu ! (Going Once, Going Twice)
5. Réfugiés (Refugees)
6. Chignons de hipsters et bons alimentaires (NSFW)
7. La Poisse Gallagher (Pimp's Paradise)
8. Maieusophilie (Be a Good Boy. Come for Grandma.)
9. La Communauté du pavot (A Yurt of One's Own)
10. La Fin de l'innocence (Paradise Lost)
11. Privés de sommeil (Sleep No More)
12. La Famille avant tout (Familia Supra Gallegorious Omnia!)

## Septième saison (2016)
Le 12 janvier 2016, la série est renouvelée pour une septième saison. Elle a été diffusée du 2 octobre au 18 décembre 2016.
1. Retour au berk-aïe (Hiraeth)
2. Coït sans limite (Swipe, Fuck, Leave)
3. Les Nouveaux Gallagher (Home Sweet Homeless Shelter)
4. Gallagher en chaleur (I Am a Storm)
5. Les Gallagher en galère (Own Your Shit)
6. La Défenestration de Frank (The Defenestration of Frank)
7. Toute première fois (You'll Never Ever Get a Chicken in Your Whole Entire Life)
8. Travaux de destruction (You Sold Me the Laundromat, Remember?)
9. Ouroboros (Ouroboros)
10. À la vie, à la mort (Ride or Die)
11. Et ils vécurent heureux… (Happily Ever After)
12. Requiem pour une salope (Requiem for a Slut)

## Huitième saison (2017)
Le 19 décembre 2016, la série est renouvelée pour une huitième saison, diffusée à partir du 5 novembre 2017.
1. On devient ce que l'on... Frank ! (We Become What We… Frank!)
2. Où est ma meth' ?! (Where's My Meth?)
3. Que dieu bénisse son âme putride (God Bless Her Rotting Soul)
4. Rend à ton voisin, mon cul (Fuck Paying It Forward)
5. La (dés)éducation de Liam Fergus Biercheart Gallagher (The Mis-Education of Vernon Francis Gallagher)
6. Icarus est tombé. Et Rusty l'a mangé (Rusty Eats Human Flesh)
7. Squater Fiona (Occupy Fiona)
8. Bienvenue à bord du Frank Express (Frank's Northern Southern Express)
9. Les Fugitifs (The Fugees)
10. L'église du Jésus gay (Church of Gay Jesus)
11. Une pédicure à la Gallagher (A Gallagher Pedicure)
12. Somnambulisme (Sleepwalking)

## Neuvième saison (2018)
Le 8 novembre 2017, la série est renouvelée pour une neuvième saison, diffusée à partir du 9 septembre 2018.
1. J’ai couché avec Frank (Are You There Shim? It's Me, Ian)
2. Votez Mo White ! (Mo White!)
3. Les quartiers Sud au pouvoir (Weirdo Gallagher Vortex)
4. Un vote plus blanc que blanc (Do Right, Vote White!)
5. Fais pas ta Fiona (Black-Haired Ginger)
6. Faut vous y faire, vous êtes splendide (Face It, You're Gorgeous)
7. Naufrage (Down Like The Titanic)
8. Dans les pas de son père (The Apple Doesn't Fall Far from the Alibi)
9. Pour 6 Gallagher de plus (BOOOOOOOOOOOONE!)
10. 50 nuances de bronzage (Los Diablos!)
11. Prendre le train en marche (The Hobo Games)
12. Blackout (You'll Know the Bottom When You Hit It)
13. Le temps des désillusions (Lost)
14. Et pour cent mille dollars de plus (Found)

## Dixième saison (2019-2020)
Le 31 janvier 2019, la série est renouvelée pour une dixième saison, diffusée à partir du 10 novembre 2019.
1. Gallagher, encore et pour toujours ! (We Few, We Lucky Few, We Band of Gallaghers!)
2. Demain nous appartient (Sleep Well My Prince For Tomorrow You Shall Be King)
3. Quelle Amérique ? (Which America?)
4. Un vrai des quartiers sud (A Little Gallagher Goes a Long Way)
5. Sparky (Sparky)
6. Adieu gringo (Adios Gringos)
7. Carl, citoyen modèle (Citizen Carl)
8. Debbie pourrait bien être une prostituée (Debbie Might Be a Prostitute)
9. Overdose de sentiments (O Captain, My Captain)
10. Vous quittez l'Illinois (Now Leaving Illinois)
11. Double jeu (Location, Location, Location)
12. Gallavitch (Gallavich!)

## Onzième saison (2020-2021)
Le 13 janvier 2020, la série est renouvelée pour une onzième et dernière saison, diffusée depuis le 6 décembre 2020.
1. This is Chicago!
2. Go Home, Gentrifier!
3. Frances Francis Franny Frank
4. NIMBY
5. Slaughter
6. Do Not Go Gentle into That Good… Eh, Screw it
7. Two at a Biker Bar, One in the Lake
8. Cancelled
9. Survivors
10. DNR
11. The Fickle Lady is Calling it Quits
12. Father Frank, Full of Grace